# Mellhártya
A mellhártya (pleura) egy savós hártya, amely a mellüregnek a két tüdőt tartalmazó részét béleli (pleura parietalis), valamint a tüdők felszínét borítja (pleura visceralis; pulmonalis), beterjedve a tüdő lebenyeit (lobus pulmonalis) elválasztó résekbe. A fali és tüdőfelszíni lemezei között résnyi üreg, a mellhártyaüreg (cavum pleurae) található, amely néhány csepp síkosító folyadékot tartalmaz. A mellhártya vékony kötőszövetes alapból, és az ezt fedő lapos (mesothelium) sejtrétegből áll. A sima felszín biztosítja, hogy a légző mozgásoknak megfelelően a tüdő felszíne relatíve súrlódásmentesen el tud mozdulni a mellhártyaüreg falait alkotó képleteken. A kétoldali mellhártyaüreg nem közlekedik egymással. A mellhártyaüregben külső légnyomásnál alacsonyabb („negatív”) nyomás van, ennek következtében a rugalmas tüdőszövet passzívan követi a mellkas és a rekesz légző mozgásait. (A negatív nyomás – mint más savós hártyák (szívburok, hashártya) esetében a kapilláris vérellátás sajátosságainak következménye.)

## Részei

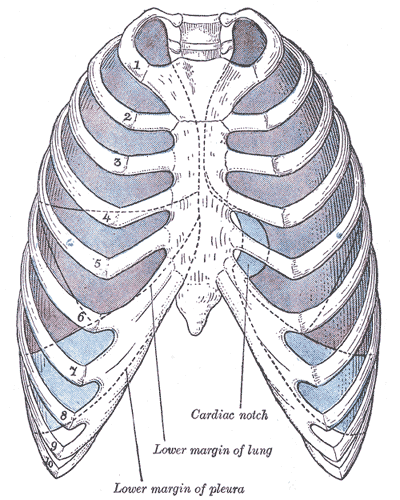
Mellkasi szervek vázlatos előlnézete. A szaggatott vonal a pleurahatárokat (ill. a csontok által takart tüdőhatárokat) jelöli. Jól megfigyelhetők a tüdő- és pleurahatárok fontosabb eltérései

Mellkasi szervek vázlatos oldalnézete. (Kék a sinus phrenicocostalis)

### Fali mellhártya
A mellhártya fő részeit már a bevezetésben említettük. Kiegészítésre szorul viszont a fali mellhártyára (pleura parietalis) vonatkozó leírás. Ennek elemeit a mellkas/mellüreg belső felszínén beborított területek alapján nevezték el. A mellkas (bordák + bordaközi izmok belső felszínét egy viszonylag erős kötőszövetes lemez (fascia endothoracica) borítja, itt ez képezi az alapját a mellhártyának (pleura costalis), a tüdőcsúcsot borító mellhártya (cupula pleurae) felnyúlik a nyakizmok (musculi scalaeni) és a nyaki fascia prevertebralis lemez által képzett térbe, a gátor (mediastinum) határolásában a gátori mellhártyalemez (pleura mediastinalis) játszik szerepet, a rekesz mellüregi felszíneit pedig a rekeszi mellhártya (pleura diaphragmatica) borítja.

### Mellhártyaöblök
A mellhártyaöblök (pleuraszinuszok) olyan területek, ahol a mellhártya és a tüdő határai lényegesen eltérnek egymástól, és a tüdők szélei a légzési állapot változásaitól függően különböző mértékben terjednek be a fali mellhártya lemezei közé. Belégzéskor a mellkas kitágul, a mellhártyaöblök megnyílnak, és a tüdőállománynak a megfelelő részei ezekbe belecsúszva hozzárjárulnak a tüdő kitágulásához, így a belégzéshez. Pleuraszinuszok találhatók a costalis és a mediastinalis pleura között a szegycsont mögött (sinus costomediastinalis) és rekeszkupola oldalsó részét és a mellkas belső felszínét borító pleuralemezek között (sinus phrenicocostalis/recessus costodiaphragmaticus). Ez utóbbi a jelentősebb. Itt a hátsó hónaljvonalban a pleurahatár mintegy 6 cm-rel meghaladja a tüdő alsó határát. A pleuraüregben esetleg felgyülemlő folyadékot itt lehet szúrcsapolással eltávolítani. A mediastinalis és a rekeszi pleuralemezek között egy kevésbé kifejezett sinus phrenicomediastinalis is található.

### Ligamentum pulmonale
A ligamentum pulmonale a fali (mediastinalis) és a (medialis) tüdőfelszíni mellhártya átmenete egymásba. Ez a haránt állású mellhártyakettőzet fent a tüdőkapunál viszonylag szélesen kezdődik és beborítja a gátor és a tüdőkapu között áthaladó képleteket. Innen lefelé, fokozatosan elvékonyodva a rekesz mellkasi felszínéig nyúlik le.

## Néhány fontosabb kórkép

### Gyulladások, összenövések
A mellhártya gyulladása előfordul önálló kórképként, de többnyire a tüdő elváltozásainak átterjedésével alakul ki. Lehet száraz (pleuritis sicca) (általában a kezdetén), vagy izzadmányos (pleuritis exudativa). A száraz fázisban a gyulladásos lerakódástól egyenetlen felszínűvé vált pleuralemezek összedörzsölődése éles fájdalommal jár. Nagyon gyakran tüdőtuberkulózis áll a háttérben. A gyulladások következtében a mellhártyalemezek összenőhetnek. Az izzadmányt le kell csapolni, mert egyrészt összenyomja a tüdőt és akadályozza a légzést, másrészt befertőződhet és elgennyesedhet (pyothorax).

### Légmell
A légmell esetén levegő kerül a pleuraüregbe. Leggyakrabban a tüdő sérülése következtében alakul ki, amely leginkább a tüdőn, de a mellkasfalon is keletkezhet. Előbbinek leggyakoribb oka a tüdőtágulat következtében kialakuló nagy hólyagok kiszakadása, utóbbi a mellkas falának szúrt, lőtt stb. sérülésének következménye. 
A légmell zárt, ha a sérülés rögtön bezáródik. Nyílt, ha a sérülés nyitva marad és azon a légzőmozgásoknak megfelelően ki-be áramlik a levegő. Szelepes, ha belégzéskor levegő áramlik be, de kilégzéskor a nyílás elzáródik, így a pleuraüregben túlnyomás keletkezik. Előbb felsorolt sorrend egyben a kórkép súlyossági fokozatait is jelenti. Mindegyik azzal jár, hogy a légzőfelület csökken az egyik tüdő részleges vagy teljes összeesése miatt, ugyanakkor a gátor az ellenkező oldalra nyomódik és akadályozza a másik tüdő légzőmozgásait is. Emellett a gátor a nyílt és szelepes formánál a légzőmozgásokkor kileng és torzul, kimozdítja a szívet normál helyzetéből, emellett akadályozza a nagyerekben a vér áramlását. 

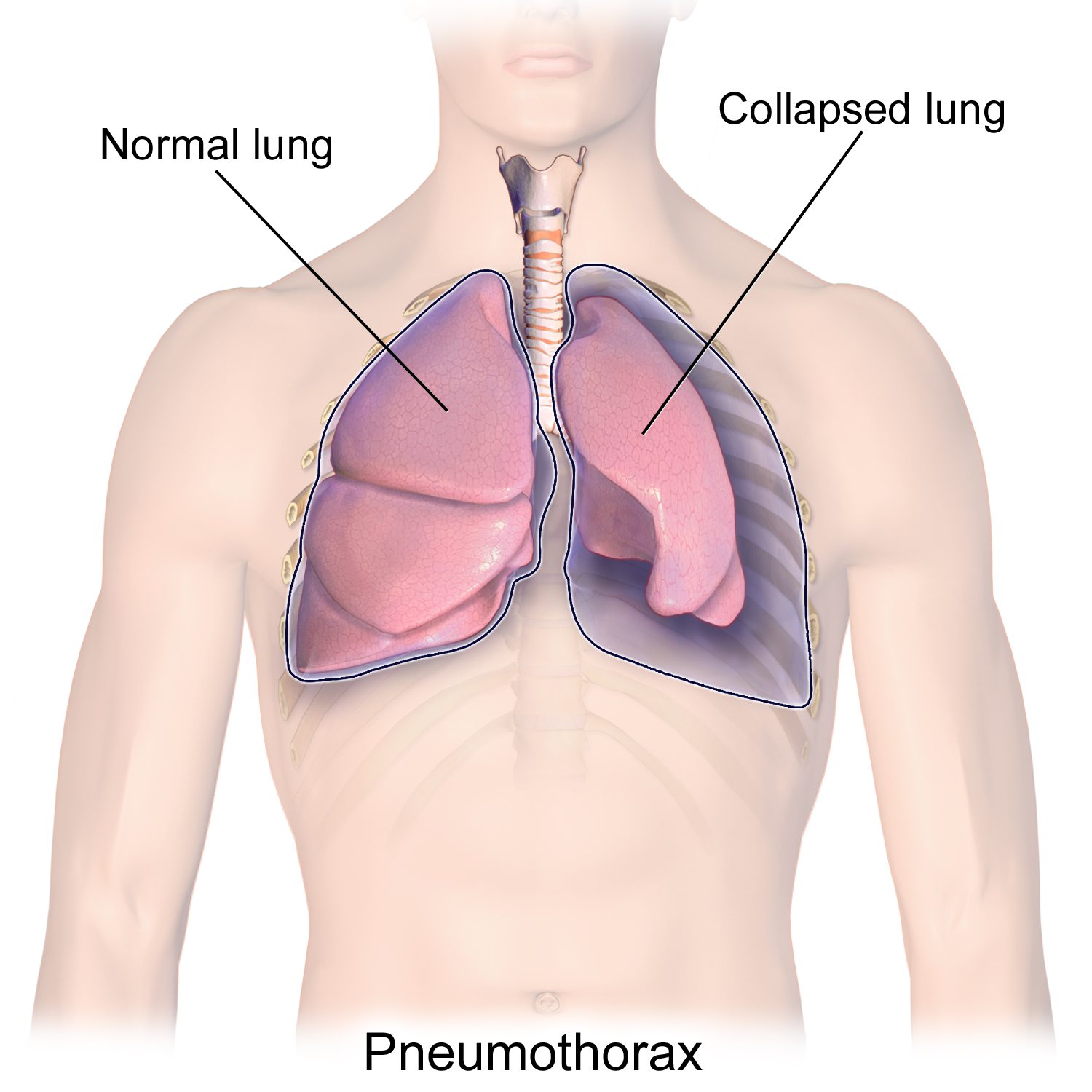
Légmell sematikus ábrája

A mesterséges légmellet régebben a tüdő nyugalomba helyezésére, ezzel a tüdőtuberkulózis gyógyítására használták. A légmell súlyosabb formái – különösen kétoldali esetben – életveszélyes állapotok, amelyek azonnali beavatkozást igényelnek.

### Daganatok
Ritkán előfordulnak a mellhártya elsődleges daganatai is, de többnyire a környező szervek rosszindulatú daganatai terjednek rá, vagy távolabbi szervek áttéteiről van szó.   